# NGC 501
NGC 501 је елиптична галаксија у сазвежђу Рибе која се налази на NGC листи објеката дубоког неба.
Деклинација објекта је + 33° 26' 1" а ректасцензија 1h 23m 22,4s. Привидна величина (магнитуда) објекта NGC 501 износи 14,5 а фотографска магнитуда 15,5. NGC 501 је још познат и под ознакама CGCG 502-62, NPM1G +33.0044, PGC 5082.